# NGC 6713
NGC 6713 is een lensvormig sterrenstelsel in het sterrenbeeld Lier. Het hemelobject werd op 3 augustus 1864 ontdekt door de Duitse astronoom Albert Marth.
Het stelsel NGC 6713 bevindt zich, vanaf de aarde gezien, in het zuidelijke gedeelte van het gemakkelijk te herkennen ruitvormige asterisme in het sterrenbeeld Lier, gevormd door de sterren beta Lyrae (Sheliak), gamma Lyrae (Sulaphat), delta Lyrae, en zeta Lyrae.

## Synoniemen
- UGC 11365
- ZWG 201.38
- KAZ 497
- IRAS 18489+3353
- PGC 62487